# Schwarzburgo-Rudolstadt
Schwarzburgo-Rudolstadt fue un pequeño Estado de Alemania, en el actual estado federado de Turingia, formado al restablecerse las tierras de la familia noble de Schwarzburgo, con su capital y la sede de la familia en el castillo de Schwarzburgo, pero más adelante y durante la mayor parte de su historia en la ciudad de Rudolstadt. Fue fundado a partir del reparto de los bienes de la familia Schwarzburgo en 1553. Fue un condado soberano bajo el Sacro Imperio Romano Germánico hasta 1711, cuando se convirtió en un principado bajo la misma entidad.
En 1918, durante la Revolución Alemana, que resultó en la caída de todas las familias nobles alemanas, el príncipe abdicó y en 1920 el principado se convirtió en parte del nuevo estado de Turingia. Schwarzburgo-Rudolstadt tenía una superficie de 940 km² y una población de 97.000 habitantes (1905).

## Historia

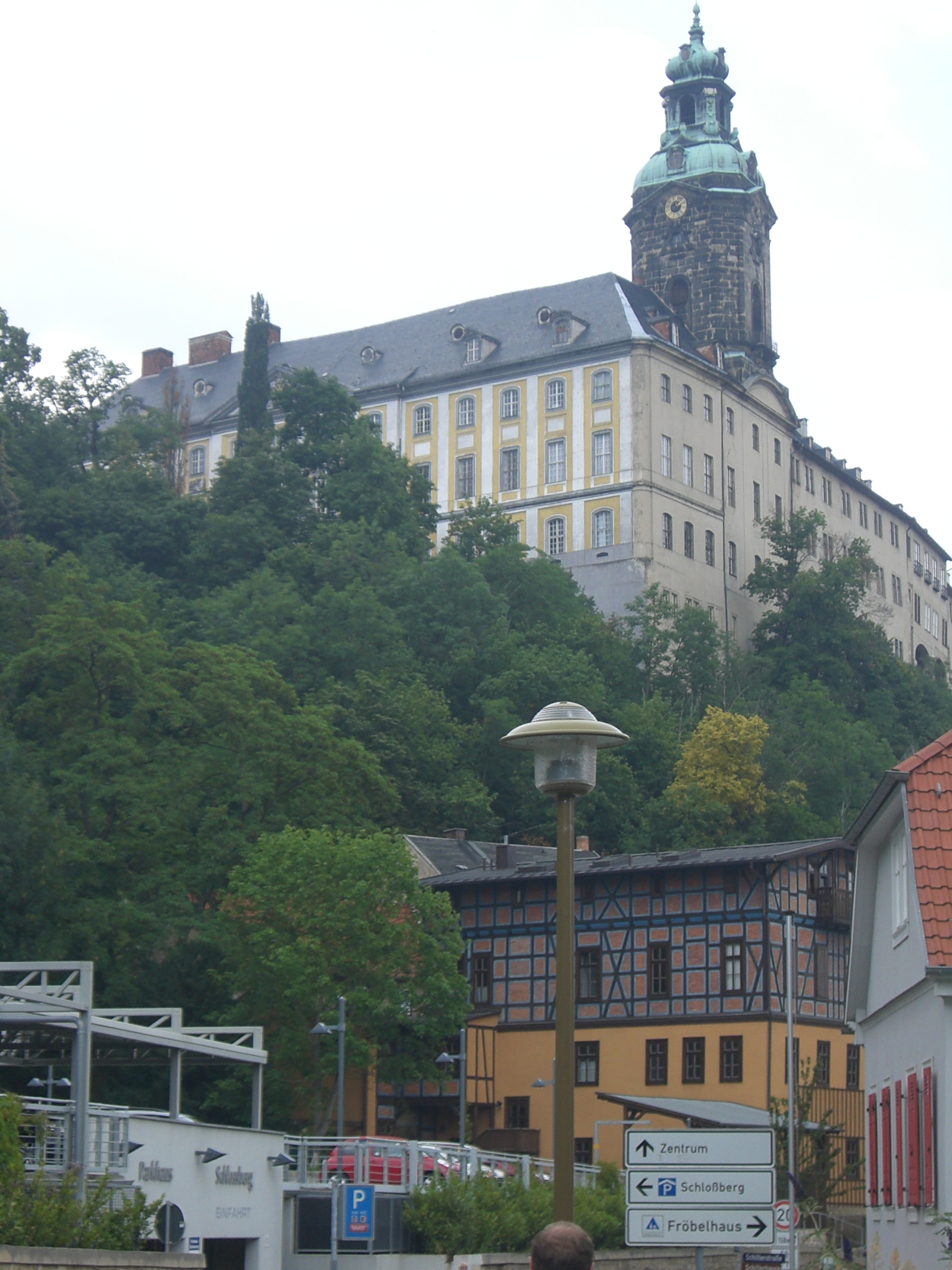
Residencia Heidecksburg en Rudolstadt.

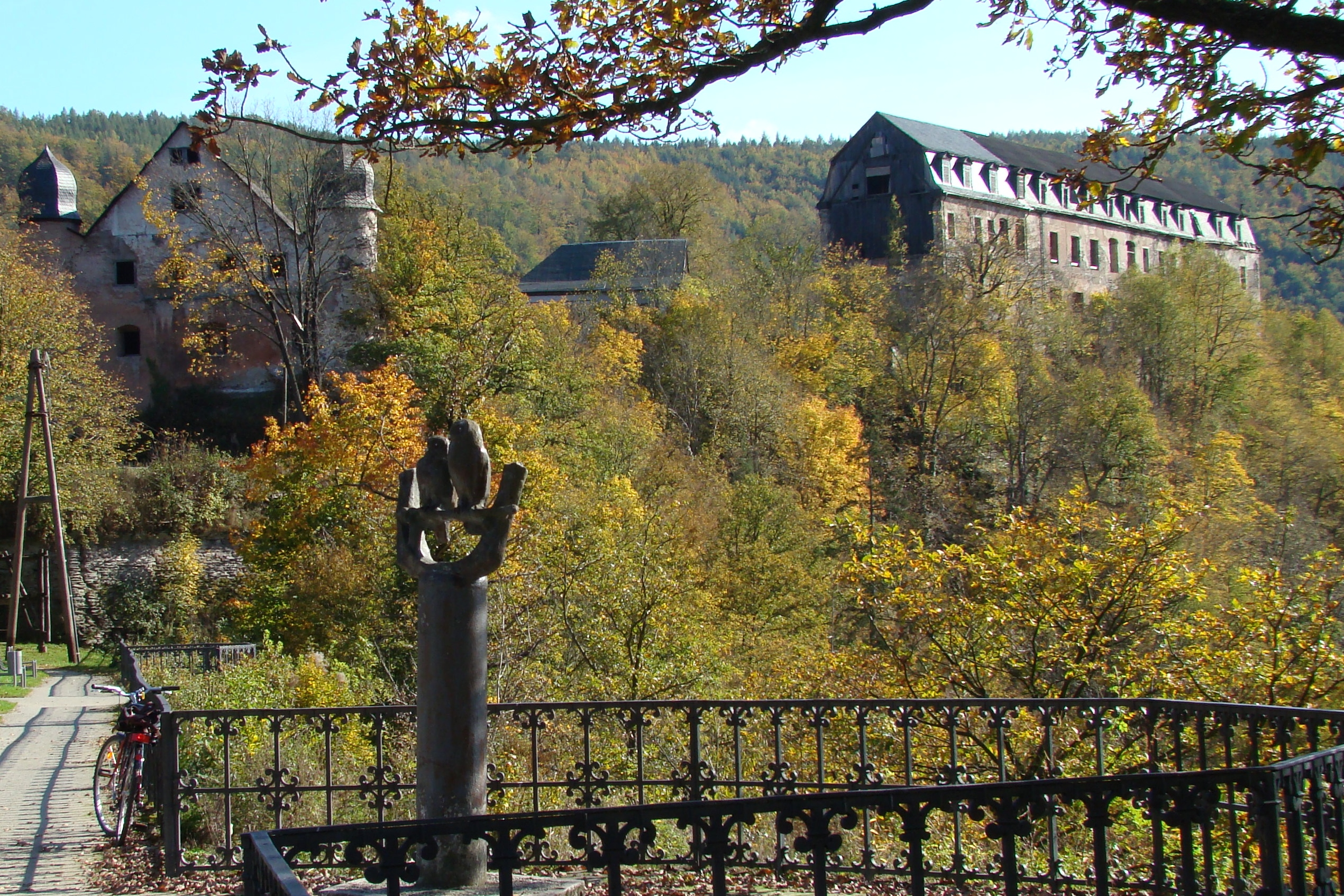
Restos del castillo de Schwarzburgo.

La historia del principado se remonta a las historias sobre el castillo negro (en alemán «schwarz castell» o «schwarz burg») mencionadas por primera vez en el siglo XI. Después de numerosas particiones y anexiones, el condado obtuvo su forma actual en el siglo XVI. Al morir el conde Gunter XLI (41) en 1583 sus hermanos dividieron el condado de Schwarzburgo en 1584, dando nacimiento a las líneas de Schwarzburgo-Arnstadt y Schwarzburgo-Rudolstadt. Con el acuerdo de Stadtilm el 21 de noviembre de 1599, los territorios schwarzburgueses fueron divididos en nuevos condados, hasta su unión primero dinástica en 1909 y finalmente territorial en 1920. 
En 1815 el principado se adhirió a la Confederación Germánica, después de formar parte de la Confederación del Rin en 1807 mientras ésta se mantuvo gracias al patronazgo de Napoleón Bonaparte. En 1816 la primera constitución del principado entró en vigor. En 1835 el territorio se integró en la asociación de ducados alemanes. 
En 1848, los disturbios en el principado dieron lugar a un enfrentamiento de la guardia civil contra las tropas imperiales. 
En 1866 Schwarzburgo-Rudolstadt, con el resto de la Confederación Alemana del Norte, se unió a Prusia contra Austria y los Estados del sur de la actual Alemania. La victoria favoreció el acercamiento de la clase militar local con Prusia. Finalmente, el 18 de enero de 1871 el principado se convirtió en parte del Segundo Imperio Alemán. 
Después de que el pueblo rechazara repetidamente aumentos fiscales propuestos por el gobierno, se produjo una crisis estatal en 1870 en la que el comité federal demostró su insolvencia. La clase media estaba lista para estos aumentos pero solo acompañados de una mayor libertad política y económica. Habida cuenta de la austeridad del departamento y la situación real, el ministerio no podía sufragar más gastos, por lo que al final de 1870 una enmienda de la ley electoral fue aprobada por el parlamento. El nuevo consejo poseería 4 representantes de los máximos contribuyentes y 12 representantes elegidos por los ciudadanos en 12 distritos electorales. 
Las indemnizaciones pagadas por Francia después de la Guerra franco-prusiana y un alza en la economía, así como una nueva ley de impuestos en 1876, solucionaron la previa crisis de las finanzas públicas.
La progresiva llegada del derecho de voto a los sectores populares llevó a un creciente aumento de diputados de la socialdemocracia al Parlamento en los primeros años del siglo XX. Esta fuerza poseía ya en 1911 por primera vez la mayoría absoluta, y llevó a Franz Winter a convertirse en el primer presidente del congreso socialdemócrata de Alemania. 
En 1909 el Príncipe Gunter Víctor de Schwarzburgo-Rudolstadt sucedió también como príncipe de Schwarzburgo-Sondershausen a la muerte sin descendencia del príncipe Carlos Gunter de Schwarzburgo-Sondershausen, en el último proceso de unión personal de Alemania
El 23 de noviembre de 1918, durante la Revolución alemana de 1918-1919 y la caída de todas las monarquías alemanas, el Príncipe Gunter Víctor fue el último en abdicar. El antiguo principado pasó a ser un "Estado Libre" en 1919, que fue fusionado en el nuevo estado de Turingia al año siguiente.

## Gobernantes de Schwarzburgo-Rudolstadt

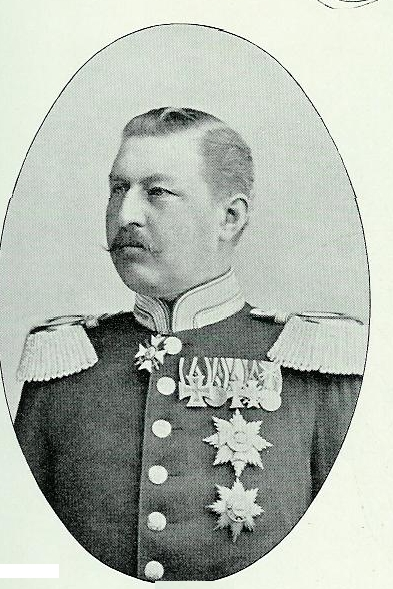
Príncipe Gunter Víctor, el último gobernante de Schwarzburgo-Rudolstadt.

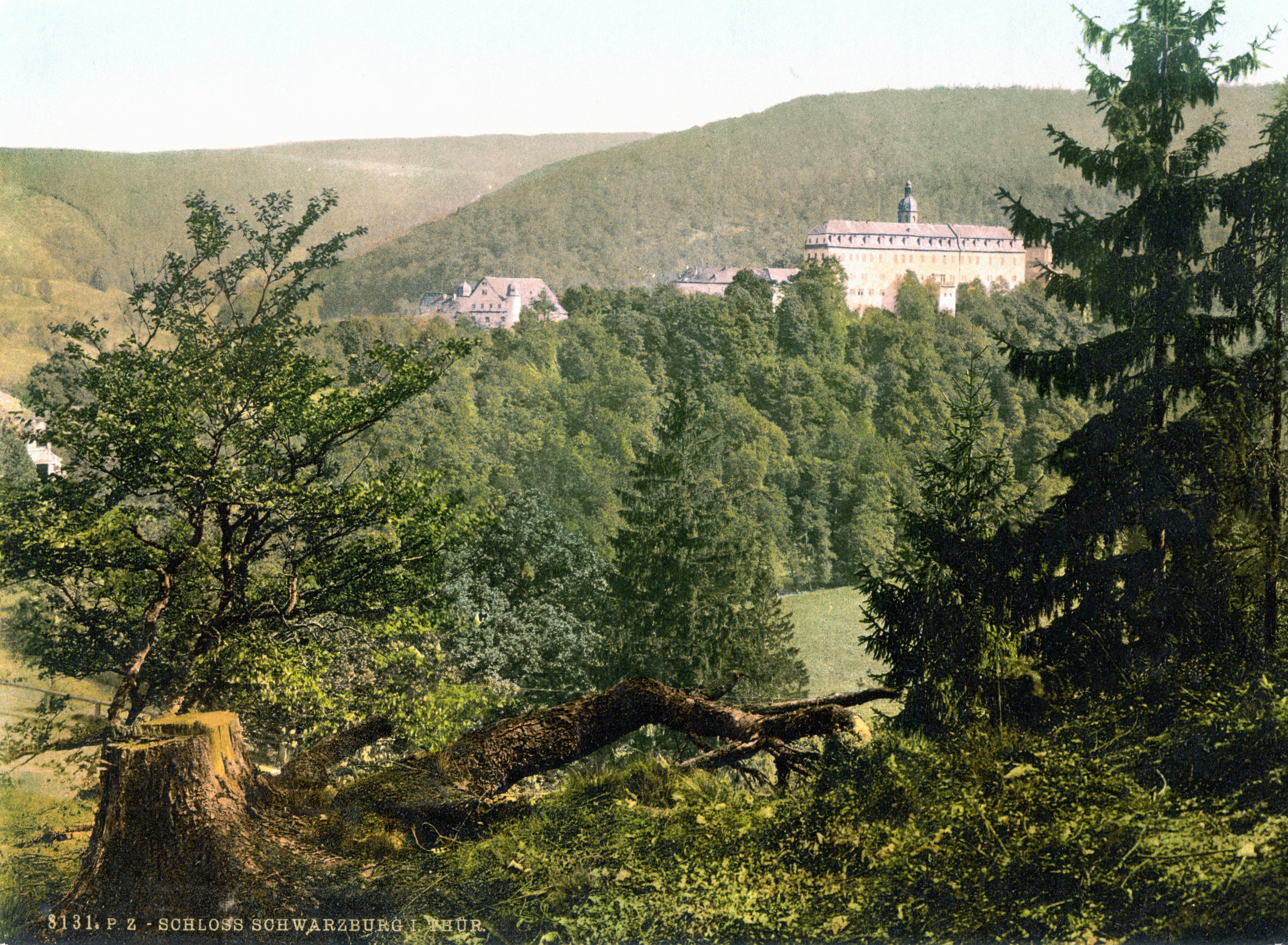
El castillo de Schwarzburgo.

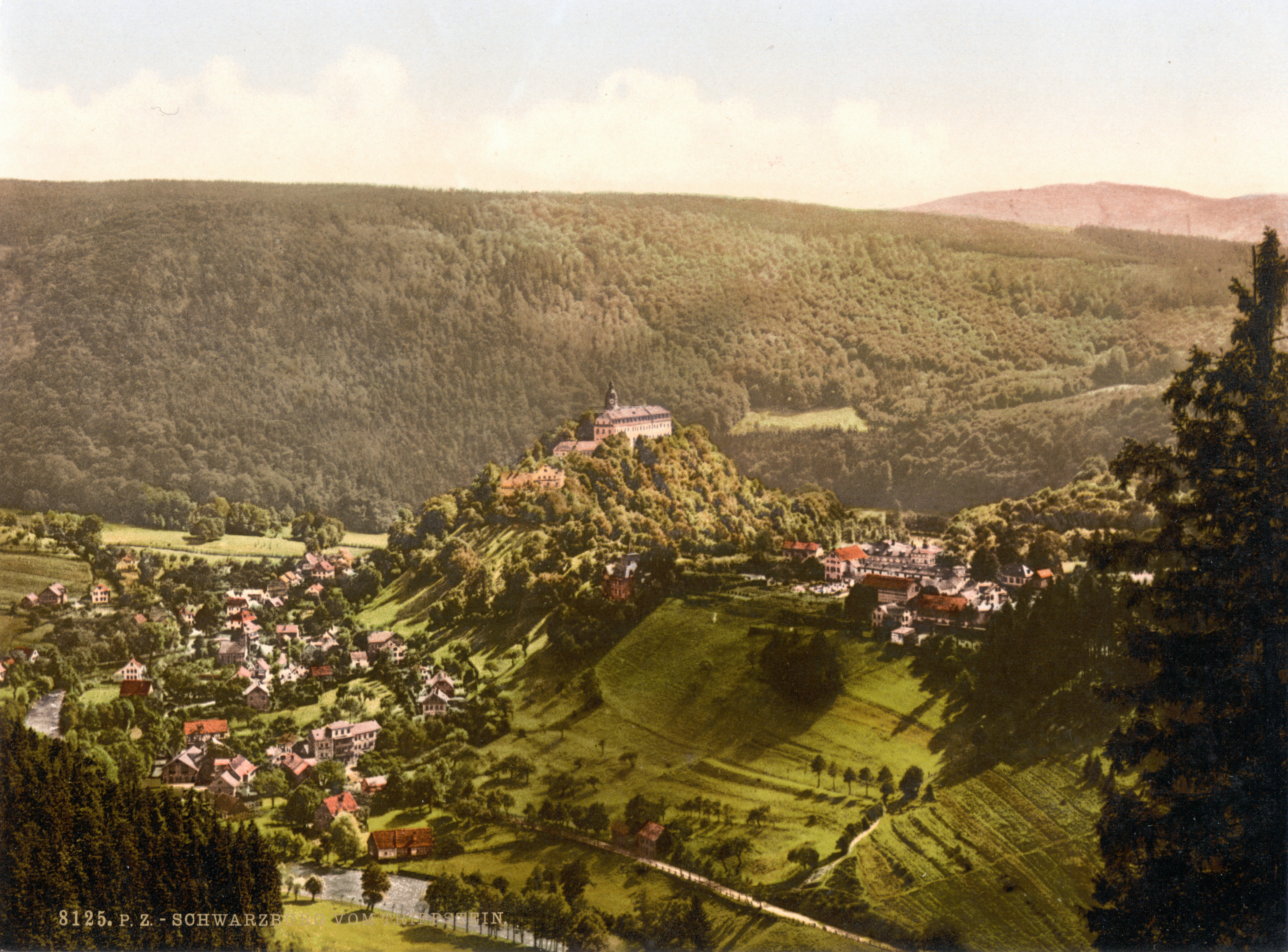
Vista aérea de Schwarzburgo.

### Condes de Schwarzburgo-Rudolstadt
- 1574-1605: Conde Alberto VII (1537-1605), hijo del conde Gunter XL de Schwarzburgo, fundador del condado (estado) de Schwarzburgo-Rudolstadt
- 1605-1630: Conde Carlos Gunter I (1576-1630), sucedido por su hermano menor Luis Gunter I
- 1612-1634 Conde Alberto Gunter  (1582-1634)
- 1630-1646: Conde Luis Gunter I (1581-1646)
- 1646-1662: Regente Emilia de Oldenburgo-Delmenhorst (1614-70)
- 1662-1710: Conde Alberto Antonio (1641-1710)

### Príncipes de Schwarzburgo-Rudolstadt
- 1710-1718: Príncipe Luis Federico I (1667-1718)
- 1718-1744: Príncipe Federico Antonio (1692-1744)
- 1744-1767: Príncipe Juan Federico (1721-67)
- 1767-1790: Príncipe Luis Gunter II (1708-90)
- 1790-1793: Príncipe Federico Carlos (1736-93)
- 1793-1807: Príncipe Luis Federico II (1767-1807)
- 1807-1814: Regente Carolina Luisa de Hesse-Homburg (1771-1854)
- 1814-1867: Príncipe Federico Gunter (1793-1867)
- 1867-1869: Príncipe Alberto (1798-1869)
- 1869-1890: Príncipe Jorge Alberto (1838-90)
- 1890-1918: Príncipe Gunter Víctor (1852-1925) sucedió como príncipe de Schwarzburgo-Sondershausen en 1909 a la muerte del príncipe Carlos Gunter.

### Jefes de la Casa Principesca de Schwarzburgo post-monarquía
A la muerte sin descendencia del príncipe Gunter Víctor en 1925, le sucedió el príncipe Sizzo (1860-1926) que era hijo del príncipe Federico Gunter (1793-1867) y de su segunda esposa, de un matrimonio morganático. El príncipe Sizzo fue reconocido como miembro pleno de la Casa de Schwarzburgo en 1896.
- 1918-1925: Príncipe Gunter Víctor (1852-1925)
- 1925-1926: Príncipe Sizzo (1860-1926)
- 1926-1971: Príncipe Federico Gunter (1901-1971)[1]